# Rosemond Pierre
Pour les articles homonymes, voir Pierre.
Rosemond Pierre, surnommé Ti Rosemond, est un footballeur puis entraîneur haïtien, né le 5 novembre 1968 à Port-au-Prince (dans la zone de Pont-Rouge) et mort à l'Arcahaie, le 10 septembre 2018.

## Biographie

### Joueur
Attaquant emblématique de l'Aigle Noir AC des années 1980 et 1990, Rosemond Pierre était réputé pour sa vitesse, son sens du dribble et son intelligence de jeu. 
International haïtien de 1991 à 1996, il participe aux éliminatoires des Coupes du monde de 1994 (un match) et 1998 (quatre matchs pour un but).
Buts en sélection
| Buts en sélection de Rosemond Pierre | Buts en sélection de Rosemond Pierre | Buts en sélection de Rosemond Pierre               | Buts en sélection de Rosemond Pierre | Buts en sélection de Rosemond Pierre | Buts en sélection de Rosemond Pierre | Buts en sélection de Rosemond Pierre |
|                                      | Date                                 | Lieu                                               | Adversaire                           | Score                                | Résultat                             | Compétition                          |
| ------------------------------------ | ------------------------------------ | -------------------------------------------------- | ------------------------------------ | ------------------------------------ | ------------------------------------ | ------------------------------------ |
| 1.                                   | 5 mai 1991                           | Independence Park, Kingston (Jamaïque)             | Jamaïque                             | 0-1                                  | 2-1                                  | Match amical                         |
| 2.                                   | 10 juin 1996                         | Hasely Crawford, Port of Spain (Trinité-et-Tobago) | Cuba                                 | 6-1                                  | 6-1                                  | Qualif. Coupe du monde 1998          |

### Entraîneur
Rosemond Pierre fait son incursion dans le football féminin comme entraîneur de l'AS Tigresses, qu'il mène au sacre par deux fois, en 2012 et 2014,. Il aura aussi l'occasion de diriger l'équipe féminine d'Haïti de football des moins de 20 ans.
En tant que coach d'équipes masculines, il dirige son ancien club de joueur – l'Aigle Noir AC – en 2014-2015, avant de prendre les rênes du Real Hope FA en mars 2018.

### Décès
Quelques heures après avoir conduit le Real Hope FA à la victoire 6-1 aux dépens du Cosmopolites SC, Rosemond Pierre meurt à la suite d’une embuscade de bandits armés à l’entrée Nord de l’Arcahaie, le 10 septembre 2018.

## Palmarès(entraîneur)
- AS Tigresses
  - Champion d'Haïti féminin en 2012 et 2014.